# Takuto Iguchi

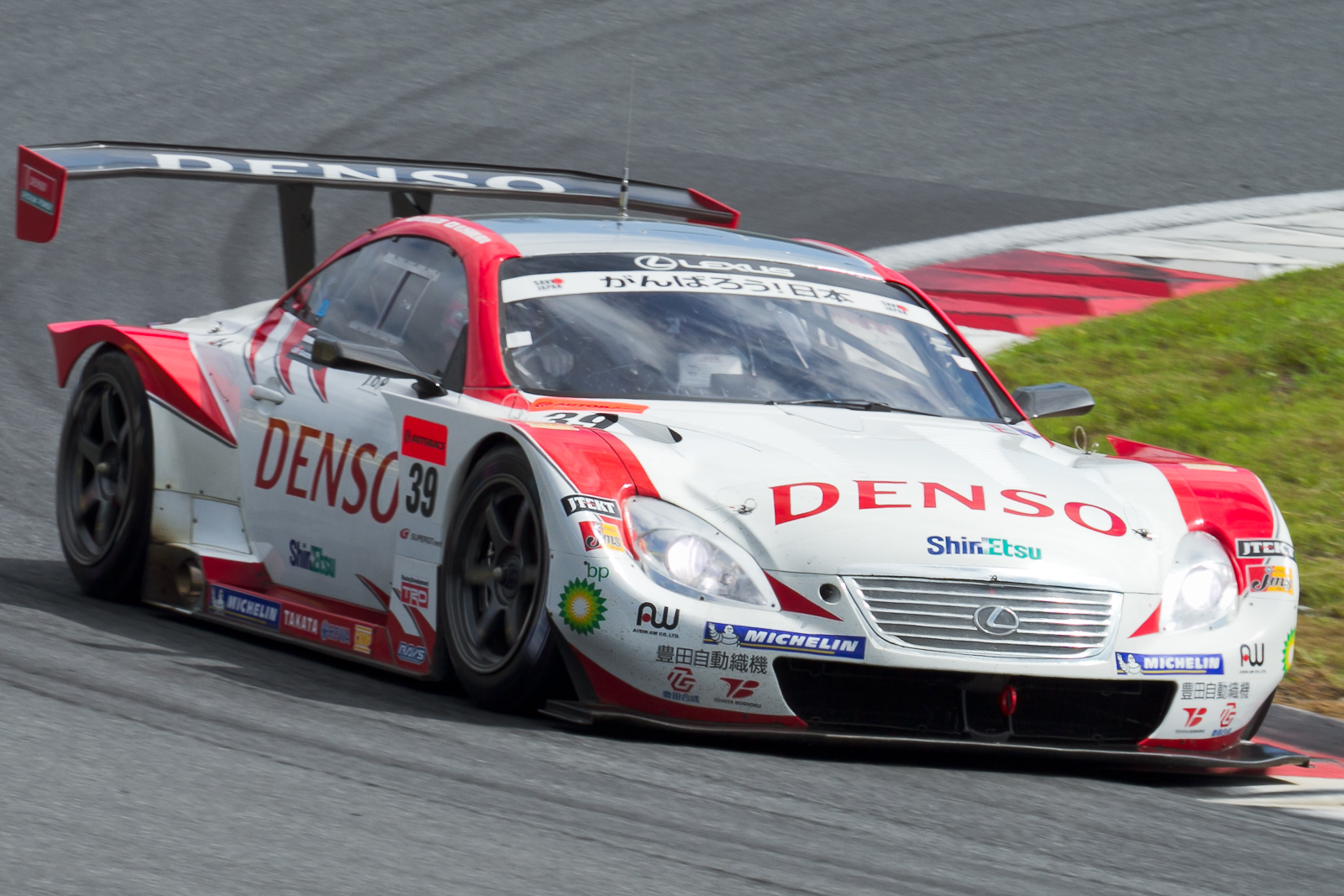
Takuto Iguchi 2011 beim Super-GT-Rennen in Fuji

Takuto Iguchi (jap. 井口 卓人, Iguchi Takuto; * 13. Februar 1988 in der Präfektur Fukuoka) ist ein japanischer Automobilrennfahrer.

## Karriere
Iguchi begann seine Motorsportkarriere im Kartsport, in dem er bis 2005 aktiv war. Unter anderem wurde er 2005 Dritter in der asiatisch-pazifischen ICA-Meisterschaft. 2006 wechselte er in den Formelsport. Er trat zwei Jahre in der japanischen Formel Challenge an. Nachdem er seine erste Saison als Zehnter beendet hatte, wurde er 2007 mit einem Sieg Sechster in der Gesamtwertung. 2007 wechselte Iguchi zu TOM’S in die japanische Formel-3-Meisterschaft. Mit drei Siegen wurde er hinter seinen Teamkollegen Carlo van Dam und Keisuke Kunimoto Dritter in der Meisterschaft. Außerdem debütierte Iguchi im GT-Sport und wurde 32. in der GT300-Wertung der Super GT. 2008 blieb Iguchi bei TOM’S und absolvierte seine zweite Saison in der japanischen Formel-3-Meisterschaft. Er gewann fünf Rennen und war zusammen mit seinem Teamkollegen Marcus Ericsson der Fahrer mit den meisten Siegen. Am Saisonende musste er sich mit 103 zu 112 Punkten nur Ericsson geschlagen geben und wurde Vizemeister. Den Macau Grand Prix beendete Iguchi in dieser Saison auf dem sechsten Platz und war damit der beste asiatische Pilot bei diesem Rennen. Darüber hinaus setzte er sein Engagement in der Super GT fort und schloss die Meisterschaft auf dem 10. Rang der GT300-Wertung ab.
2010 wechselte Iguchi zu Deliziefollie/Cerumo-Inging in die Formel Nippon. In seiner Debütsaison gelang es ihm mit einem sechsten Platz als bestes Resultat, nur bei einem Rennen in die Punkteränge zu fahren. Die Saison beendete er als 13. Darüber hinaus erzielte er in der Super GT seinen ersten Sieg in der GT300-Wertung, die er auf dem fünften Platz abschloss. 2011 wurde Iguchi Siebter in der Super GT. Darüber hinaus nahm er 2011 als Vertretung für André Lotterer für TOM’S an einem Rennen der Formel Nippon teil.

## Karrierestationen
| - 2006: Japanische Formel Challenge (Platz 10) - 2007: Japanische Formel Challenge (Platz 6) - 2008: Japanische Formel 3 (Platz 3) - 2008: Super GT, GT300 (Platz 32) | - 2009: Japanische Formel 3 (Platz 2) - 2009: Super GT, GT300 (Platz 10) - 2010: Formel Nippon (Platz 13) - 2010: Super GT, GT300 (Platz 5) | - 2011: Formel Nippon (Platz 18) - 2011: Super GT (Platz 7) |